# Montalbán (Carabobo)
Montalbán es una ciudad venezolana capital del Municipio Montalbán del Estado Carabobo en la Región Central de Venezuela. Se encuentra al oeste de dicho estado, y posee una población estimada de 26 376 para el 2016.

## Símbolos naturales
- Flor de Cayena (Hibiscus rosa-sinensis): en Venezuela es bastante abundante y se siembra generalmente en jardines, parques y zonas verdes. Es un arbusto exótico, con aspecto arbóreo y puede llegar a medir los cuatro metros cuando se poda. Tiene hojas sencillas agudas y acuminadas en el ápice, obtusas y redondas en la base con márgenes dentado.

- Canario de tejado o amarillito (Sicalis flaveola): es un ave pequeña de la zona tropical y subtropical. Se localiza en toda Sudamérica con excepción de Chile, centro y sur de Argentina. Abunda en Venezuela y se encuentra desde el Zulia hasta Sucre, en Oriente, los estados Centrales, llanos y en Ciudad Bolívar. Su color es amarillo brillante, luciendo la parte anterior de la corona un anaranjado dorado. Lados del pecho, alas y cola de color parduzco y plumas orillas de olivo. Abajo blanco grisáceo. Manzo pero inquieto, vive en parejas, pequeñas bandadas y se alimenta de semillas de hierbas y otras plantas que se desarrollan muy cerca del suelo.

- Cotoperí (Melicoccus bijugatus): árbol emblemático del municipio, muy querido por todos. Fue plantado en la plaza Mayor cuando se construía la actual iglesia por un viejo fundador. Representa la laboriosidad de un pueblo eminentemente agrícola. Plantado hace más de 230 años en la plaza Mayor ha sido testigo del acontecer histórico-cultural del municipio, que lo siente como ejemplo de resistencia y vitalidad y como amado Símbolo.